# Automaton
Albums de Jamiroquai
Rock Dust Light Star
(2010)
Singles
Automaton est le huitième album studio du groupe Jamiroquai sorti le 31 mars 2017, soit presque sept ans après Rock Dust Light Star.
Cinq singles issus de cet album paraissent successivement : Automaton le 27 janvier 2017, Cloud 9 le 22 février 2017 avec la participation de Monica Cruz, Superfresh le 29 juin 2017, Summer Girl le 6 décembre 2017 puis Nights out in the Jungle le 5 janvier 2018.

## Titres de l'album
| 1.    | Shake It On              | 5:14 |
| 2.    | Automaton                | 4:48 |
| 3.    | Cloud 9                  | 3:57 |
| 4.    | Superfresh               | 3:48 |
| 5.    | Hot Property             | 4:32 |
| 6.    | Something About You      | 3:59 |
| 7.    | Summer Girl              | 5:32 |
| 8.    | Nights Out in the Jungle | 5:09 |
| 9.    | Dr Buzz                  | 6:02 |
| 10.   | We Can Do It             | 4:07 |
| 11.   | Vitamin                  | 4:27 |
| 12.   | Carla                    | 5:33 |
| 57:00 |                          |      |